# Dominique Lamb
Dominique Na'Shai Lamb (Phoenix, 5 dicembre 1985) è un'ex pallavolista statunitense.
Giocava nel ruolo di centrale.

## Carriera
La carriera di Dominique Lamb inizia nei tornei scolastici statunitensi, ai quali partecipa con la Chandler High School. Successivamente gioca anche a livello universitario, prendendo parte alla Division I NCAA con la University of Arizona dal 2004 al 2007.
Dopo un lungo periodo di inattività, nella stagione 2010-11 inizia la carriera professionistica, approdando nei Paesi Bassi, dove difende i colori del Top Volleybal Combinatie Amstelveen, vincendo la Supercoppa olandese. Nella stagione seguente viene ingaggiata dalla Pallavolo Villanterio di Pavia, prendendo parte alla Serie A1 italiana, chiusa con la retrocessione del suo club.
Nel campionato 2012-13 gioca per il Club Sportiv Volei 2004 Tomis Constanța nella Divizia A1 rumena, per poi passare nel campionato seguente al Rote Raben Vilsbiburg, formazione della 1. Bundesliga tedesca con la quale si aggiudica la Coppa di Germania, ritirandosi al termine dell'annata.

## Palmarès

### Club
- Supercoppa olandese: 1

2010
- Coppa di Germania: 1

2013-14